# (37609) LaVelle
1992 WS4 (asteroide 37609) é um asteroide da cintura principal. Possui uma excentricidade de 0.15559770 e uma inclinação de 8.27611º.
Este asteroide foi descoberto no dia 25 de novembro de 1992 por Carolyn S. Shoemaker em Palomar.